# Fotodiodo de avalancha

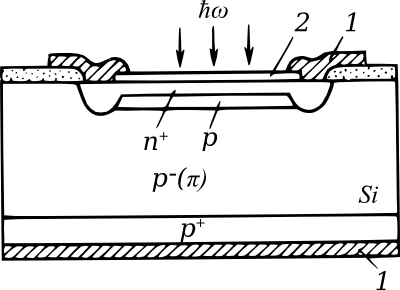
Estructura de un APD

Los fotodiodos de avalancha (APDs) son fotodetectores que se pueden considerar como el equivalente semiconductor de los fotomultiplicadores. Aplicando un alto voltaje en inversa (típicamente 100-200 V en silicio), los APD muestran un efecto interno de ganancia de corriente (aproximadamente 100) debido a la ionización de impacto (Efecto avalancha). Sin embargo, algunos APD de silicio emplean un dopaje alternativo y otras técnicas que permiten aplicar un voltaje mayor (> 1500 V) antes de alcanzar el efecto de avalancha y, por tanto, una ganancia mayor (> 1000). En general, cuanto mayor es el voltaje en inversa, mayor es la ganancia. Entre las distintas expresiones para el factor de multiplicación de los APD (M), una expresión instructiva viene dada por la fórmula
{\displaystyle M={\frac {1}{1-\int _{0}^{L}\alpha (x)\,dx}}}
donde L es el límite del espacio de carga para los electrones y {\displaystyle \alpha } es el coeficiente de multiplicación de los electrones (y agujeros). Este coeficiente tiene una fuerte dependencia de la intensidad del campo eléctrico aplicado, de la temperatura, y del perfil de dopaje. Puesto que la ganancia de los APD varía fuertemente con la tensión en inversa aplicada y con la temperatura, es necesario controlar esta tensión en inversa para obtener un valor estable de ganancia. Los fotodiodos de avalancha son, por lo tanto, más sensibles que otros fotodiodos semiconductores.
Si se requiere una ganancia muy alta (de 105 a 106), algunos APDs pueden operar con una tensión en inversa por encima de la tensión de ruptura. En este caso, el APD necesita tener la corriente limitada y disminuida rápidamente. Se han utilizado técnicas activas y pasivas de control de intensidad con este propósito. Los APD que operan en este régimen de ganancia están en modo Geiger. Este modo es particularmente útil para la detección de fotones aislados suponiendo que la corriente de oscuridad sea lo suficientemente baja. Formando una matriz con centenares o miles de APDs se construye un fotomultiplicador de silicio.
Una aplicación típica de los APD es el telémetro laser y la telecomunicación de larga distancia por fibra óptica. Nuevas aplicaciones incluyen la tomografía por emisión de positrones, la física de partículas  y la física de astropartículas. Los arrays de APD están empezando a estar disponibles comercialmente.
La utilidad y aplicabilidad de los APD depende de muchos parámetros. Algunos de los más importantes son: eficiencia cuántica, que es un indicador de cuánto son absorbidos los fotones incidentes y usados para generar portadoras de carga primarias, la corriente total de fugas, que es la suma de la corriente de oscuridad, fotocorriente y ruido de oscuridad. Las componentes del ruido de oscuridad electrónico están en serie y en paralelo. El ruido en serie, que es el efecto del ruido de disparo, es proporcional a la capacitancia del APD, mientras que el ruido en paralelo se asocia con las fluctuaciones de la corriente de superficie. Otra fuente de ruido es el exceso del factor de ruido (F). Describe el ruido estadísticamente inherente al proceso de multiplicación estocástico del APD.

## Materiales
En principio cualquier material semiconductor se puede usar como región de multiplicación:
- El silicio detecta espectro visible e infrarrojo cercano, con un ruido de multiplicación bajo.
- El germanio (Ge) detecta infrarrojo hasta una longitud de onda de 1.7 µm, pero tiene un ruido de multiplicación alto.
- InGaAs detecta hasta 1.6 µm, y tiene un ruido de multiplicación menor que el germanio. Se usa normalmente como región multiplicadora de un diodo de heterounión. Este material conductor es compatible con telecomunicaciones por fibra óptica de larga distancia. Existen aparatos comerciales con velocidades de 10 Gbit/s.
- Los diodos basados en nitrito de galio se han usado para operar con luz ultravioleta.
- Los diodos basados en HgCdTe operan en el infrarrojo, típicamente hasta una longitud de onda máxima de 14 µm, pero necesitan refrigeración para reducir la corriente de oscuridad. Con este material se puede conseguir un ruido muy bajo.

## Ruido de multiplicación
Como se ha comentado arriba, existe un ruido debido al proceso de multiplicación con una ganancia {\displaystyle {\mathit {M}}}, y se denota por {\displaystyle F(M)}. Puede expresarse como:
{\displaystyle F=\kappa M+\left(2-{\frac {1}{M}}\right)\left(1-\kappa \right)}
donde {\displaystyle \kappa \,} es la relación entre la velocidad de ionización por impacto de los agujeros respecto a la de los electrones. Es deseable tener una gran asimetría estos dos factores, con el propósito de minimizar {\displaystyle F(M)}, ya que {\displaystyle F(M)} es uno de los factores principales que limita la resolución de energía que puede obtenerse.

### Académicos
- Zener and avalanche diodes
- Noise processes - Bibliografía personal de Malvin Teich

### Comerciales
- User's Guide Perkin-Elmer Corporation
- Judson Germanium APD
- Characteristics and use of Si APD (Avalanche Photodiode) Hamamatsu Photonics
- Recent Progress of Photosensor Hamamatsu Photonics
- Some general characteristics of avalanche photodiodes  CPTA

- Datos: Q175932